# Transposão

Desenho esquemático de um transposão

Devido ao seu carácter dinâmico, os transposons são considerados genes “saltadores”, saltam entre sítios especificos. 
Os Transposons se inserem aleatoriamente no genoma, que pode ser na região regulatória ou codificante de um gene, o que pode acarretar à perda da função do gene e gerar uma nova mutação.
Transposons têm uma enorme influência na evolução e composição de genomas de plantas e animais. transposons catalizam sua própria excisão ou espalhamento.
Há também os retrotransposons que são expressos e o RNA é transcrito em DNA e inserido, para isso codificam uma transcriptase-reversa. Alguns retrovírus são retrotransposons.
A possibilidade de se inserirem dentro de genes do próprio organismo pode causar diversas doenças, bem como ser fonte de nova informação genética.
.

## Descoberta dos Elementos de Transposição em Milho
Nos anos 1940, Barbara McClintock fez uma grande descoberta enquanto estudava os grãos coloridos do milho chamado milho indiano. O milho indiano possui dez cromossomos numerados do menor até o maior e McClintock estava estudando a quebra que ocorria nesses cromossomos. Quebras em cromossomos ocorrem aleatoriamente e infrequentemente durante a vida de qualquer organismo. No entanto McClintock descobriu que em uma linhagem de milho o cromossomo 9 quebrava-se muito frequentemente, e ela percebeu que um determinado fator (gene) estava situado constantemente no local de quebra e que provavelmente um outro fator não ligado diretamente ao local, era necessário para efetuar a quebra do cromossomo 9, esses fatores foram chamados respectivamente de  fator de Ds (dissociador) e de fator Ac (ativador). Mc Clintock, ao suspeitar que Ac e Ds eram fatores genéticos móveis, fez experimentos comparando linhagens com quebras cromossómicas com linhagens sem quebra, e percebeu que novos fenótipos são produzidos pelo movimento de transposição Ds no cromossomo 9, que ao se inserir entre um gene funcional chamado gene de pigmento C impede a expressão desse pigmento, fazendo com que no caso do cromossomo 9 do milho, grãos pigmentados apareçam sobre um fundo incolor, pelo fato de algumas células do tecido não estarem mais expressando o gene de pigmento C .

## Classificação
Embora inicialmente os transposons tenham sido descobertos apenas em milhos, atualmente existe uma grande variedade desses elementos já descritos em vários organismos. Atualmente, os transposons em organismos eucariotos podem ser classificados com base no modo de transposição, similaridades de sequências e relações estruturais, sendo o mais usual a classificação como base no modo de transposição .

### Classificação com base no modo de transposição

#### Classe I
Os retrotransposons actuam por um mecanismo de copy-paste: o ácido desoxirribonucleico é transcrito em ácido ribonucleico e este novamente em ácido desoxirribonucleico por acção de uma enzima, a transcriptase reversa, semelhante ao mecanismo de ação dos retrovírus. Esse mecanismo é análogo ao mecanismo de copiar e colar de aplicativos de edição de texto em computadores, pois ao copiar a informação e colar em outro local, não se elimina a informação original, apenas a duplica. Consequentemente os retrotransposons são muitas das vezes os principais contribuintes pela fração repetitiva em genomas grandes, os retrotranposons que possuem longas repetições terminais (LTR) em suas pontas são chamados de retrotranposons LTR. Os retrotransposons aparecem em duas formas básicas, uma delas formada por uma longa sequencia de pares de bases conhecida como LINEs, e outra por uma curta sequencia de pares de bases denominada SINEs. LINEs contem duas enzimas necessárias para transcrição reversa e reintegração ao genoma, chamadas respectivamente de transcriptase reversa e integrase. SINEs, não contém os genes de tais enzimas dependendo dos LINEs para sua propagação. .

#### Classe II
Os transposons de ácido desoxirribonucleico actuam por um mecanismo de cut-paste: a sequência de ácido desoxirribonucleico é excisada da sua posição inicial e inserida numa nova localização, através da acção de uma transposase. Ou seja, esse mecanismo é análogo ao mecanismo de cortar e colar de aplicativos de edição de texto em computadores, pois ao recortar a informação em local do texto e cola-la eu outro local, a informação original é eliminada, restando somente à cópia. Um dos elementos de transposição mais importantes é o elemento P encontrado em drosóphilas agindo de forma semelhante ao pigmento C do milho, como os transposons de DNA funcionam por um mecanismo de cortar e colar, ou seja, são retirados de uma parte do genoma para posteriormente serem incorporados em outra parte, eles não adicionam tanta informação ao genoma como os retrotransposons. Porem, tranposons de DNA são muito utilizados na área da biotecnologia para marcação de genes, e inserção de novos genes em determinado genoma .

## Evolução

### Evidência da Evolução
Elementos de transposição são encontrados na maioria dos ramos da arvore da vida. Eles podem ter se originado no último ancestral comum da vida (LUCA), ou surgido independentemente inúmeras vezes, ou até mesmo surgido em um dos ramos e se espalhado para outros através de transferência horizontal   . Os transposons podem ser usados para estabelecer relações de parentesco entre organismos de espécies diferentes. O único mecanismo conhecido pelo qual dois indivíduos compartilham grande similaridade genômica é através da hereditariedade, logo, se organismos de duas espécies diferentes apresentarem sequencias genômicas similares, é possível concluir que eles compartilham uma ancestral comum recente. Então se duas espécies apresentam parentesco próximo elas devem possuir locais de inserção de elementos de transposição em comum  . Todos os mamíferos, inclusive seres humanos, possuem em comum um retrotranposon do tipo SINE chamado de elemento Alu, nos seres humanos, em particular os elementos Alu compõem algo próximo de 10% do genoma total. A sequencia do elemento Alu possui aproximadamente apenas 300 nucleotídeos . No cluster gênico da alfaglobina, 7 elementos Alu diferentes são reconhecido na mesma localização tanto em chimpanzés quanto em humanos, o que indica uma ancestralidade comum recente .

### Resposta Adaptativa ao Estresse
Em organismos vegetais, estresses bióticos e abióticos, como radiação, temperatura, pressão, desequilíbrio osmótico e agentes patogênicos podem levar o genoma a se reorganizar através de um mecanismo de transposição para tentar diminuir o impacto desses agentes, McClintock cunhou o termo “impacto genômico” para se referir a esse tipo de stress  Outras fontes de perturbação cromossômica natural são através de hibridização interespecífica, e aleloploidia, ambos os processos são desencadeados através da ativação de transposons. Isto parece ocorrer também em outros organismos eucariotos, como levedura, moscas e até mesmos nos seres humanos. Estresses bióticos e abióticos podem induzir a um aumento da hereditariedade da capacidade de responder a uma infecção e/ou tolerar um estresse através da ação de transposons . Danos no DNA, infecção por patógenos e estresse abiótico também são capazes de aumentar a frequência de recombinação em cromossomos homólogos, células somáticas e germinativas. As respostas ao estresse tanto a partir de organismos patogênicos, extremos ambientais, ou danos no material genético não provocam apenas uma resposta de transcrição, mas também uma profunda e, em certa medida hereditária alteração de funções epigenéticas. Tais mudanças podem afrouxar as restrições epigenéticas em transposons filhos, permitindo que elementos de transposição induzidos pelo estresse se propaguem para promotores de outros genes através da transposição. Mecanismos epigenéticos asseguram a estabilidade dos cromossomos, incluindo o arranjo de vários elementos de transposição distribuídos pelo genoma, à replicação e a segregação do material genético, tanto na mitose quanto na meiose. Elementos de Transposição se acumulam por causa dos mecanismos epigenéticos que controlam a recombinação dependente de homologia, que mantém os genomas desde procariotas a eucariotos . Elementos de transposição foram cooptados pelo sistema imunológico de vertebrados, de maneira a gerar diversidade de anticorpos, existem mais de 40 transposons com ação antibiótica já identificados bem como genes de virulência . Transposons contem vários tipos de genes, incluindo alguns que conferem resistência a agentes bióticos e a habilidade de se transpor para plasmídeos conjugados. Alguns elementos de transposição também possuem integrons (elementos genéticos que podem capturar e expressar genes de outras fontes) e contem a enzima integrase .

### Diversidade Genômica
As transposases recortam os transposons para que eles “saltem” através do genoma, elas são umas das principais enzimas escultoras do genoma através da evolução. O mecanismo de transposição parece ser paradigmático e comum a muitos membros da superfamília das transposases. Varias transposases ao se unirem formam um complexo chamado transpossomo que reconhece a sequencia terminal dos tranposon para que ele seja recortado e inserido no local alvo. Essa excisão e subsequente ligação do transposon geralmente deixa para trás uma versão imperfeita do local alvo da duplicação, gerando uma diversidade de sequências . Esse mecanismo garante a variabilidade das sequencias, e a criação de pontos de interrupção e rearranjo do genoma, fazendo dos transposons um dos principais motores da evolução genômica. Sequencias repetidas intercaladas dentro de genomas são criadas por eventos de transposição acumulados ao longo do tempo evolutivo. Como repetições intercaladas podem bloquear a conversão do gene, elas protegem novas sequências de genes de serem substituídos por sequências de genes semelhantes e, assim, facilitam o desenvolvimento de novos genes, sem apagarem genes antigos .

### Seleção Natural
Os elementos de transposição supostamente inserem-se tanto em exons quanto em introns. Considerava-se que apenas os inseridos em introns permaneceriam na população porque as inserções em éxons causariam mutações deletérias, ou seja seriam alvos de seleção negativa. Apesar de uma grande parte dos elementos de transposição nos genomas dos organismos serem considerada inativa, não podendo mover-se nem aumentar o numero de cópias, outros ainda são capazes de movimento, , porém alguns são inativados por mecanismos de regulação do genoma hospedeiro. Muitos organismos desenvolveram mecanismos para inibir a atividade excessiva dos elementos de transposição, pois essa atividade pode destruir um genoma. As bactérias podem ser submetidas a altas taxas de deleção do gene, como parte de um mecanismo para remover elementos de transposição e vírus de seus genomas, enquanto organismos eucarióticos usam RNA de interferência (RNAi) para inibir a atividade de transposons . No entanto, alguns elementos de transposição geram grandes famílias genicas, muitas vezes associadas a eventos de especiação . Devido a esses estudos classicamente pensava-se que os elementos de transposição evoluíam somente através de seleção negativa, dada pelo equilíbrio entre aumentos no número de cópias por transposição e seleção contra inserções deletérias no código genético. No entanto, trabalhos mais recente mostram que uma parte das inserções de elementos de transposição também pode evoluir sob seleção positiva, e as famílias de transposons sofrem transferência horizontal a uma taxa maior do que o anteriormente previsto , transposons na verdade podem dirigir a evolução dos genomas por facilitar a translocação de sequencias genômicas, a reorganização dos exons e o reparo de quebras na dupla fita. Inserção e transposição também podem alterar regiões de regulação genica. O fato que os elementos de transposição nem sempre funcionarem com perfeição podendo tirar as sequencias genômicas de sua organização, pode resultar em um fenômeno chamado pelos cientistas de embaralhamento de exons. O embaralhamento de exons resulta na justaposição de 2 exons previamente não relacionados, usualmente ocorre por transposição e possui a possibilidade de criar novos produtos gênicos.. A habilidade dos transposons de aumentar a variabilidade genética, junto com a habilidade do genoma de inibir a maioria da atividade dos elementos de transposição, resulta em um equilíbrio, que faz dos elementos de transposição uma importante parte da evolução e regulação genica em todos os organismos que carregam essas sequencias .

### Evolução Humana
Vários estudos revelam que uma grande quantidade das famílias de transposons presentes no DNA humano, estavam ativas na linhagem dos primatas Uma grande parte dos transposons que atualmente se encontram fixados no genoma humano, foram inseridos durante um período de aproximadamente 17 milhões de anos, antes do aparecimento dos primatas prossímios, contudo após a divergência de um ancestral primata de clados de mamíferos filogeneticamente próximos (ex: rato, coelho). Esses trabalhos indicam que o período inicial da evolução dos primatas foi um periodo de intensa atividade de transposons de DNA, assim como o periodo que se seguiu apos a divergência em prossímios, porem antes da emergência dos macacos do novo mundo . Estudos demonstram que a maior parte dos elementos tranposição de DNA do ser humano, se tornaram fixos, durante a primeira metade da evolução dos primatas. O que pode ser um indicativo de um forte impacto dos elementos de transposição na evolução humana. Como eventos de duplicação são a chave para inovação genética, a extensão com a qual os retrotranposons contribuíram com a formação de novos genes no ser humano ainda é algo desconhecido . 

## Aplicações

### Terapia Gênica
Várias doenças exibidas pelo ser humano se devem a mutações em determinados genes chaves. Técnicas de terapia genicas, procuram inserir no DNA do paciente, mecanismos capazes de consertar ou regular determinados defeitos genéticos, usualmente utilizam-se retrovírus como vetores para que esses possam através do RNA sintetizado em laboratório e da enzimas transcriptase reversa, inserir genes corretores no paciente . Porém esses vírus de terapia genicas têm sido altamente associados a efeitos genotóxicos, integração do vetor ao DNA hospedeiro ou complicações imunológicas. Vetores de terapia gênica baseados em transposon teriam a capacidade de se integrarem ao genoma hospedeiro de forma mais estável e duradoura, para expressar os genes corretores .